# Championnats du monde d'aviron 1974
Navigation
Édition précédente Édition suivante
Les Championnats du monde d'aviron 1974, quatrième édition des championnats du monde, se déroulent du 29 août au 8 septembre 1974 à Lucerne, en Suisse. Le plan d'eau est celui du Rotsee, un petit lac à côté du lac des Quatre-Cantons.
C'est la deuxième fois que ce bassin est utilisé (les premiers championnats du monde s'y étaient déroulés en 1962) mais c'est la première fois que sont organisées des épreuves féminines. 157 équipages masculins représentant 32 nations s'y disputent les huit titres, dont l'apparition du quatre en couple sans barreur. Chez les féminines, il y a 21 nations. Des courses FISA sont également organisées en poids légers dans les épreuves suivantes, le skiff, le quatre sans et le huit (la limite est de 70 kg). C'est la dernière fois que les championnats du monde sont organisés tous les quatre ans comme pour les olympiades : les suivants seront organisés annuellement.

## Podiums

### Hommes
| Épreuves              | Or | Or            | Argent | Argent        | Bronze | Bronze        |
| --------------------- | --- | ------------- | --- | ------------- | --- | ------------- |
| M1x                   | Wolfgang Hönig | 7 min 20 s 11 | James Dietz | 7 min 23 s 95 | Mykola Dovhan | 7 min 24 s 74 |
| M2x                   | Allemagne de l'Est- Christof Kreuziger - Hans-Ulrich Schmied | 6 min 35 s 95 | Norvège- Alf Hansen - Frank Hansen | 6 min 38 s 34 | Grande-Bretagne- Christopher Baillieu - Michael Hart | 6 min 43 s 32 |
| M4x                   | Allemagne de l'Est- Joachim Dreifke - Götz Draeger - Rüdiger Reiche - Jürgen Bertow                                                                              | 6 min 04 s 01 | Union soviétique- Mustafayev - Kochel - Yuriy Yakimov - Gennadiy Korchikov                                                                                        | 6 min 05 s 79 | Tchécoslovaquie- Filip Koudela - Zdeněk Pecka - Miroslav Laholík - Jaroslav Hellebrand                                                                      | 6 min 08 s 12 |
| M2-                   | Allemagne de l'Est- Bernd Landvoigt - Jörg Landvoigt | 6 min 59 s 09 | Roumanie- Ilie Oanță - Dumitru Grumezescu | 7 min 03 s 99 | Pologne- Alfons Ślusarski - Zbigniew Ślusarski | 7 min 04 s 64 |
| M2+                   | Union soviétique- Vladimir Yeshinov - Nikolay Ivanov - Aleksandr Lukyanov                                                                                        | 7 min 21 s 90 | Allemagne de l'Est- Wolfgang Gunkel - Jörg Lucke - Klaus-Dieter Neubert                                                                                           | 7 min 27 s 86 | Tchécoslovaquie- Oldřich Svojanovský - Pavel Svojanovský - Vladimír Petříček                                                                                | 7 min 29 s 93 |
| M4-                   | Allemagne de l'Est- Siegfried Brietzke - Andreas Decker - Stefan Semmler - Wolfgang Mager                                                                        | 6 min 19 s 20 | Union soviétique- Raul Arnemann - Nikolay Kuznetsov - Sergey Pozdeyev - Anushavan Gasan-Dzhalilov                                                                 | 6 min 22 s 83 | Allemagne de l'Ouest- Peter van Roye Klaus Jäger - Bernd Truschinski - Reinhard Wendemuth                                                                   | 6 min 27 s 01 |
| M4+                   | Allemagne de l'Est- Andreas Schulz - Rüdiger Kunze - Ullrich Dießner - Walter Dießner - Wolfgang Groß                                                            | 6 min 26 s 38 | Union soviétique- Gennadiy Moskovski - Aleksandr Plyuchkin - Vladimir Vasilyev - Anatoliy Nemtyryov - Igor Rudakov                                                | 6 min 27 s 34 | Allemagne de l'Ouest- Hans-Johann Färber - Ralph Kubail - Peter-Michael Kolbe - Peter Niehusen - Uwe Benter                                                 | 6 min 27 s 98 |
| M8+                   | États-Unis- Alan Shealy - Hugh Stevenson - Richard Cashin - Mark Norelius - John Everett - Mike Vespoli - Tim Mickelson - Kenneth Brown - David Weinberg         | 5 min 46 s 37 | Grande-Bretagne- Frederick Smallbone - John Yallop - Tim Crooks - Hugh Matheson - David Maxwell - Jim Clark - Bill Mason - Lenny Robertson - Patrick Sweeney      | 5 min 47 s 49 | Nouvelle-Zélande- Tony Hurt - Danny Keane - Lindsay Wilson - Joe Earl - Trevor Coker - Alec McLean - Dave Rodger - Ross Blomfield - David Simmons           | 5 min 47 s 84 |
| Épreuves poids légers | |               | |               | |               |
| LM1x                  | Bill Belden | 7:33.72       | Harald Punt | 7:36.80       | Reto Wyss | 7:36.96       |
| LM4-                  | Australie - Campbell Johnstone - Andrew Michelmore - Geoffrey Rees - Colin Smith                                                                                 | 6:38.12       | Pays-Bas - Los - Hans Pieterman - Jannes Bruyn - Hans Lycklama | 6:43.26       | États-Unis - Andrew Washburn - Barry Selick - James Ehrmann - Peter Huntsman                                                                                | 6:43.48       |
| LM8+                  | Allemagne de l'Ouest- Matthew Baldino - Joseph Gaynor - Ralph Nauman - David Harman - Eric Aserlind - Richard Ewing - Mick Feld - Richard Grogan - John Hartigan | 6 min 26 s 09 | Pays-Bas- Cornelis Bos - L. Burghgraef - E. van der Snoek - W. Mulder - B. van Aken - G. van der Werff - Ch. Hoynck van Papendrecht - H. Hommen - M. van de Broek | 6 min 27 s 88 | Grande-Bretagne- Uwe Barwig - Wolfgang Fritsch - Paul Lutz - Julius Nick - Lutz Kalmbacher - Michael Speth - Ekkehard Braun - Wolfgang Gabler - Willi Seyer | 6 min 29 s 87 |

### Femmes
| Épreuves | Or | Or            | Argent | Argent        | Bronze | Bronze        |
| -------- | --- | ------------- | --- | ------------- | --- | ------------- |
| W1x      | Christine Scheiblich | 3 min 46 s 52 | Genovaitė Ramoškienė | 3 min 52 s 38 | Christine Wasterlain | 3 min 53 s 08 |
| W2x      | Union soviétique- Elena Antonova - Galina Ermolaeva | 3 min 24 s 00 | Allemagne de l'Ouest- Astrid Hohl - Regine Adam | 3 min 26 s 43 | Allemagne de l'Est- Gisela Medefindt - Rita Schmidt                                                                                              | 3 min 28 s 78 |
| W4x      | Allemagne de l'Est- Roswietha Reichel - Ursula Wagner - Jutta Lau - Sybille Tietze - Liane Weigelt                                                                         | 3 min 19 s 81 | Roumanie- Ioana Tudoran - Elisabeta Lazăr - Doina Bardas - Teodora Boicu - Elena Giurcă                                                                                   | 3 min 21 s 92 | Union soviétique- Nadezhda Scherbak - Natalua Gorodilova - Valentina Ivchenkova - Antonina Marischkina - Irina Moiseyenko                        | 3 min 22 s 64 |
| W2-      | Roumanie- Marilena Ghita - Cornelia Neascu | 3 min 43 s 12 | Allemagne de l'Est- Renate Bänsch - Bergit Heinze | 3 min 45 s 18 | Union soviétique- Yanina Tschigowskaja - Ruta Weinzerga                                                                                          | 3 min 45 s 43 |
| W4+      | Allemagne de l'Est- Rosel Nitsche - Angelika Noack - Renate Schlenzig - Sabine Dähne - Christa Karnath                                                                     | 3 min 28 s 99 | Pays-Bas- Liesbeth Vosmaer-de Bruin - Ingrid Munneke-Dusseldorp - Myriam Steenman - Liesbeth de Graaff - M. Kraayenhof                                                    | 3 min 31 s 19 | Roumanie- Marlena Predescu - Kabat - Avram - Chertic - Aneta Matei                                                                               | 3 min 32 s 71 |
| W8+      | Allemagne de l'Est- Henrietta Dobler - Helma Lehmann - Ilona Richter - Bianka Schwede - Brigitte Ahrenholz - Irina Müller - Gunhild Blanke - Doris Mosig - Sabine Brincker | 3 min 04 s 82 | Union soviétique- Nina Bystrova - Valentina Rubtsova - Nina Abramova - Sofia Shurkalova - Valentina Yermakova - Sergeyeva - Vera Alexeyeva - Nina Filatova - Nina Frolova | 3 min 05 s 05 | Roumanie- Elena Oprea - Florica Petcu - Georgeta Militaru - Cristel Wiener - Aurelia Marinescu - Luliana Balaban - Avram - Chertic - Aneta Matei | 3 min 08 s 31 |

## Tableau des médailles
| Rang  | Nation               | Or | Argent | Bronze | Total |
| ----- | -------------------- | -- | ------ | ------ | ----- |
| 1     | Allemagne de l'Est   | 10 | 2      | 1      | 13    |
| 2     | Union soviétique     | 2  | 5      | 3      | 10    |
| 3     | Roumanie             | 1  | 2      | 2      | 5     |
| 4     | États-Unis           | 1  | 1      | 1      | 3     |
| 5     | Allemagne de l'Ouest | 1  | 1      | 2      | 4     |
| 6     | Suisse               | 1  | 0      | 0      | 1     |
| 6     | France               | 1  | 0      | 0      | 1     |
| 8     | Pays-Bas             | 0  | 4      | 0      | 4     |
| 9     | Grande-Bretagne      | 0  | 1      | 2      | 3     |
| 11    | Norvège              | 0  | 1      | 0      | 1     |
| 12    | Tchécoslovaquie      | 0  | 0      | 2      | 2     |
| 13    | Belgique             | 0  | 0      | 1      | 1     |
| 13    | Nouvelle-Zélande     | 0  | 0      | 1      | 1     |
| 13    | Pologne              | 0  | 0      | 1      | 1     |
| 13    | Australie            | 0  | 0      | 1      | 1     |
| Total | Total                | 17 | 17     | 17     | 51    |